# Eleni Myrivili
Eleni Myrivili o Eléni Myrivíli (en griego: Ελένη Μυριβήλη ) es la Directora de Asuntos Climáticos del Programa de Naciones Unidas para los Asentamientos Humanos (CHO),  Directora de Resiliencia de la Ciudad de Atenas,  miembro de la Junta de Misiones de la Unión Europea para la Misión de Adaptación al Cambio Climático, miembro no residente del Alto comisionado del Centro de Resiliencia Adrienne Arsht -  Fundación Rockefeller en el Consejo Atlántico, profesora adjunta titular en el Departamento de Tecnología Cultural y Comunicaciones de la Universidad del Egeo, y ex becaria Loeb en la Escuela de Graduados de Diseño de Harvard.

## Biografía
Eléni Myrivíli finalizó su doctorado en el Departamento de Antropología de la Universidad de Columbia en 2004. Desde 2006 es profesora adjunta en el Departamento de Tecnología Cultural y Comunicación de la Universidad del Egeo. Fue elegida miembro del Ayuntamiento de Atenas en 2014, y ha ocupado el cargo de teniente de alcalde de 2017 a 2019 En 2021, Kóstas Bakoyánnis, alcalde de Atenas, la nombró "responsable de la lucha contra el calentamiento global" de la ciudad, un nombramiento hasta entonces único en Europa, creado para "encontrar nuevas formas de gestionar las consecuencias negativas del cambio climático".
En junio de 2022, se anunció la creación del puesto de responsable mundial de la lucha contra el calentamiento (Directora de Asuntos Climáticos) en la ONU, y Eléni Myrivíli fue nombrada para el cargo. En diciembre de 2023, fue incluida en la lista de "Nature's 10 que nomina a científicos con aportaciones relevantes.